# Хіналузька мова
Хіналузька мова (також хиналицька[джерело?]; хіналузькою — каьтш мицІ, kätš micʼ) — мова хіналузьців, жителів високогірного села Хиналиг (азерб. Xınalıq), розташованого на заході Губинського району (азерб. Quba rayonu) Азербайджану. Хиналиг (хіналузькою Хыналыкъ) — азербайджанська назва села, раніше зазвичай використовувався її російський варіант — Хіналуг (рос. Хиналуг). Самі ж хіналузьці називають його Кетш (хіналузькою Каьтш, Каьтиш), а себе — кетш халх («кетшійський народ»), свою мову — кетш міц («кетшійська мова»).
Аул Хиналиг, розташований на північних схилах Головного Кавказького хребта, на висоті 2300 метрів над рівнем моря, значною мірою відрізаний від решти світу. Незважаючи на те, що наприкінці 1970-х років до села проклали автомобільну дорогу, через сніги сполучення з ним значну частину року й досі є неможливим. Ізольоване розташування Хиналигу сприяло збереженню власної мови, специфічної матеріальної і духовної культури народу.
За даними перепису населення 2009 року, в Азербайджані нараховувалось 2,2 тис. хіналузьців (0,02 % населення країни), 97,4 % з них розмовляло хіналузькою мовою.
Більшість хіналузьців живе в рідному селі. За його межами найбільше їх проживає у селі Владіміровка (азерб. Vladimirovka, інша назва Гюлюстан, азерб. Gülüstan), яке знаходиться на північному сході Губинського району, поблизу міста Ґуба (азерб. Quba, хіналузькою Къуба). Окремі групи хіналузьців живуть у районному центрі та інших селах Губинського району, а ще в інших районах Азербайджану, зокрема в Габалинському районі (азерб. Qəbələ rayonu), містах Баку та Сумгаїт, а також у Росії (в Москві, Уфі, Сургуті та інших містах).

## Класифікація
Хіналузька мова — одна з нахсько-дагестанських мов, які належать до північно-кавказької мовної сім'ї.
Традиційно мова вважалася одною з лезгинських мов і разом з кризькою та будуською зараховувалась до шахдазької підгрупи (всі 3 зосереджені коло гори Шахдаг). Проте таке об'єднання виявилося суто географічним, спільні риси склалися як результат тривалих тісних контактів між народами-сусідами. Подальші дослідження виявили суттєві розбіжності у базисній лексиці між хіналузькою мовою та мовами лезгинської підгрупи. Тепер хіналузьку класифікують як окрему мову на рівні підгрупи серед нахсько-дагестанських мов.

## Історія досліджень хіналузької мови
Перші спроби збору лінгвістичних даних датуються серединою XIX століття. У 1895 році генерал-лейтенант російської армії, німець за походженням, Родеріх  Еркерт зібрав списки слів понад 40 кавказьких мов, серед них і хіналузької (Roderich von Erckert. Die Sprachen des Kaukasischen Stammes. Wien: Alfred Hölder K.u.K Hof- und Universitätsbuchhändler, 1895). На жаль, ці матеріали містять багато помилок. Граматиці хіналузької мови присвятив декілька сторінок німецький лінгвіст і етнолог Адольф Дірр (нім. Adolf Dirr) у своєму оглядовому дослідженні кавказьких мов (Adolf Dirr. Einführung in das Studium der kaukasischen Sprachen. Leipzig: Verlag der Asia Major, 1928).
Перші повні й детальні дослідження хіналузької мови опублікував чеченський радянський лінгвіст Юнус Дешерієв у своїй книзі, присвяченій її граматиці. Вона вийшла друком у 1959 році (Дешериев Ю. Д. Грамматика хиналугского языка. Москва: Издательство АН СССР, 1959). Інша значна з точки зору висвітлення граматики хиналузької мови праця належить російському лінгвістові О. Є. Кібрику та його команді з відділення структурної й прикладної лінгвістики філологічного факультету Московського державного університету (Кибрик А. Е., Кодзасов С. В., Оловянникова И. П. Фрагменты грамматики хиналугского языка. Москва: Издательство Московского Университета, 1972). Ця книжка базується на масштабних польових дослідженнях, проведених в 1970 р. у селі Хиналиг. Вона містить близько 4000 речень граматичних прикладів, 20 текстів різних жанрів, словник з 1000 слів.
Перший повний хіналузько-російський словник був опублікований дагестанською лінгвісткою Ф. А. Ганієвою в 2001 році (Ганиева Ф. А. Хиналугско-русский словарь. Махачкала, 2002). У цьому словнику авторка наводить також безліч прикладів різних хіналузьких сентенцій. Багато з них є прислів'ями й приказками, і це водночас сприяє збереженню цього жанру усної літератури народу. Словник був складений на основі текстового, лексичного й граматичного матеріалу, зібраного протягом 1970—1980 рр. Книжка містить також короткий опис хіналузької мови.
2007 року в рамках проекту документування хіналузької мови Хиналиг відвідала нова експедиційна група Московського Державного університету (Росія) під керівництвом С. В. Кодзасова. Були зроблені в дикторському виконанні аудіозаписи текстів, опублікованих 1972 року, а також декілька нових текстів в аудіо та відеоформатах. Серед іншого, результатом цього візиту стала розробка нової хіналузької абетки на базі латиниці. Протягом 2011—2016 рр. в Хинализі працювала група співробітників Франкфуртського університету (Німеччина) в рамках проекту з документування мов, що зникають. Була зібрана колекція аудіо та відеозаписів живого матеріалу від чоловіків і жінок різного віку і професій, для яких хіналузька мова є рідною. Крім того, було скориговано і трохи модифіковано абетку хіналузької мови, щоб зробити її зручнішою у використанні.

## Фонетика
Хіналузька мова має надзвичайно багату фонетику й складну морфологічну структуру. Ю. Дешерієв налічує в ній 18 голосних і 45 приголосних. Серед голосних 5 назалізованих, 3 дифтонги. Багато приголосних можуть бути лабіалізованими, є проривні преруптиви, фарингальні спіранти. Глухі спіранти, займаючи позицію між голосними, можуть підсилюватись. Частина приголосних використовується лише в архаїчних словах, які виходять із вживання. Поступово втрачаються геміновані (подвоєні), лабіалізовані і палаталізовані приголосні.
Корінь хіналузьких слів часто складається з одного складу (приголосний+голосний), але побутують і більш складні структури. Склади можуть бути відкритими й закритими. Переважають відкриті склади, що починаються з сонантів (м, л, н). Відносно мало слів починаються з голосних. Доволі часто зустрічаються сполучення двох або трьох приголосних на початку, в середині й на кінці слова. Наявність великої кількості відмінків для іменних частин мови і часових форм дієслова породжує появу складних фонетичних структур слова, що можуть складатися з 6-8 складів і 16-18 (а то й більше) фонем.
Наголос слабкий, може займати різні позиції, але частіше падає на перший склад.
Хіналузькій мові притаманні такі фонетичні явища як оглушення дзвінких приголосних перед глухими, втрата лабіалізації приголосним, коли за них стоїть лабіалізований голосний, перестановка звуків, редукція коротких голосних у середині або на кінці слова, поява додаткових протетичних голосних перед групою приголосних у запозичених словах.
Сучасна хіналузька абетка складається з 39 приголосних і 9 голосних звуків, всього 48 літер. Вона була розроблена у 2007 із допомогою місцевих вчителів мови, та представлена у таблиці у лапках. Вона базується на азербайджанській вимові літер, однак хіналузька мова має набагато більше приголосних. Тому ця абетка додатково використовує два види діакритичних знаків: крапка і циркумфлекс. Крапка над літерою використовується для позначення еєктивних приголосних і дзвінкого глоткового фрикативу. Циркумфлекс вживається для позначення інших фонем, які схожі, але не дорівнюють азербайджанським: неаспірованих приголосних, певних дифтонгів, дзвінкого увулярного фрикативу і глухого фарингального фрикативу.
Таблиця голосних хіналузької мови:
|            | Передні  | Передні    | Задні    | Задні |
| неогублені | огублені | неогублені | огублені |       |
| ---------- | -------- | ---------- | -------- | ----- |
| Високі     | i ⟨i⟩    | y ⟨ü⟩      | ɯ ⟨ı⟩    | u ⟨u⟩ |
| Середні    | e ⟨e⟩    | ø ⟨ö⟩      |          | o̞ ⟨o⟩ |
| Низькі     | æ ⟨ə⟩    |            | ä ⟨a⟩    |       |

Є також наступні дифтонги: [iu] [ui] [oe] [oa].
Довгі голосні передаються на письмі подвійною літерою.
Таблиця приголосних хіналузької мови:
|              |                 | Губні   | Зубні    | Заясенні/ Середньопіднебінні | Задньоязикові | Увулярні | Фарингальні | Гортанні |
| ------------ | --------------- | ------- | -------- | ---------------------------- | ------------- | -------- | ----------- | -------- |
| Носові       | Носові          | m ⟨m⟩   | n ⟨n⟩    |                              |               |          |             |          |
| Проривні     | глухі           | p ⟨p⟩   | t ⟨t⟩    |                              | k ⟨k⟩         | q ⟨q⟩    |             | ʔ ⟨ʔ⟩    |
| Проривні     | глухі напружені | pː ⟨pp⟩ | tː ⟨tt⟩  |                              | kː ⟨kk⟩       | qː ⟨qq⟩  |             |          |
| Проривні     | дзвінкі         | b ⟨b⟩   | d ⟨d⟩    |                              | ɡ ⟨g⟩         |          |             |          |
| Проривні     | абруптивні      | pʼ ⟨p'⟩ | tʼ ⟨t'⟩  |                              | kʼ ⟨k'⟩       |          |             |          |
| Африкати     | глухі           |         | t͡s ⟨c⟩   | t͡ʃ ⟨ç⟩                       | k͡x ⟨kx⟩3      | q͡χ ⟨x̂⟩   |             |          |
| Африкати     | глухі напружені |         | t͡sː ⟨cc⟩ | t͡ʃː ⟨çç⟩                     |               |          |             |          |
| Африкати     | дзвінкі         |         |          | d͡ʒ ⟨j⟩                       |               |          |             |          |
| Африкати     | абруптивні      |         | t͡sʼ ⟨c'⟩ | t͡ʃʼ ⟨ç'⟩                     |               | q͡χʼ ⟨q'⟩ |             |          |
| Фрикативи    | глухі           | f ⟨f⟩   | s ⟨s⟩    | ʃ ⟨ş⟩                        | x ⟨kh⟩2       | χ ⟨x⟩    | ħ ⟨hh⟩4     | h ⟨h⟩    |
| Фрикативи    | дзвінкі         | v ⟨v⟩   | z ⟨z⟩    | ʒ ⟨z̧⟩1                       | ɣ ⟨gh⟩2       | ʁ ⟨ğ⟩    | ʕ ⟨ʕ⟩4      |          |
| Дрижачі      | Дрижачі         |         | r ⟨r⟩    |                              |               |          |             |          |
| Апроксиманти | Апроксиманти    |         | l ⟨l⟩    | j ⟨y⟩                        | w ⟨w⟩         |          |             |          |

1 Під <z> знаходиться седілья, що характерно російській лінгвістиці.
2 <kh> та <gh> вживається рідко.
3 <kx> вживається дуже рідко.
4 Фарингальні звуки переважно фігурують у запозиченнях з арабської.

## Морфологія
Іменник у хіналузькій мові має граматичні категорії класу, числа і відмінку. Розрізняють 4 граматичні класи іменників:
1. розумні істоти чоловічого роду: csə (брат), şі (син);
2. розумні істоти жіночого роду: χinimkʾir (жінка), dädä (мати);
3. нерозумні істоти та різні предмети, явища, поняття і назви міфічних істот: kukacʾ (курка), lucoz (корова), cʾol (коза);
4. предмети, явища і поняття, що не належать до попереднього класу : ǝʕkka (річка), ǝʕqʾ (сонце), kʾǝnǝb (тиждень).

Хіналузькі іменники мають однину і множину. Нараховується 16 відмінків, з яких 12 місцеві.
Прикметники в хіналузькій мові двох типів: залежні і незалежні (самостійні). Залежний прикметник стоїть безпосередньо перед іменником, до якого він належить; він не відмінюється, утворюється від іменника додаванням афіксу. Самостійний прикметник відмінюється так само, як і іменник, має класи, утворюється також за допомогою афіксу.
Числівники поділяються на кількісні, дробові, кратні та розділові, окрім того з азербайджанської мови запозичені ще порядкові числівники. Лік у хіналузькій мові двадцятковий.
Займенники бувають особові, вказівні, присвійні, питальні.
Дієслово в хіналузькій мові є найскладнішою частиною мови. Воно має категорії класу, часу, способу, виду, особи. Показник класу водночас вказує й на число. Існує семантичне протиставлення перехідних і неперехідних дієслів. Хіналузьке дієслово може мати два теперішніх (простий і складений), декілька минулих (тільки-но минулий, давно минулий, невизначений наскільки минулий) і майбутній час. Існують наказовий, дійсний, прохально-бажальний, умовний, спонукальний, можливості, імперативний способи, короткотривалий і довготривалий види. Дієвідміна має три різновиди. Є заперечна й питальна форми дієслова. Широко представлені неправильні дієслівні преверби, в непродуктивному виді зустрічаються також локальні преверби.
Присутні також дієприкметники, дієприслівники, прислівники, післясклади, сполучники, частки, вигуки.
Основними способами словотворення в хіналузькій мові є суфіксація, словоскладання і описовий спосіб. Іменний словотвір розвинений слабко, словотворних афіксів мало.

## Синтаксис
Основними типами передачі синтаксичних зв'язків у хіналузькій мові є узгодження, керування, прилягання, інтонація. За своєю структурою речення може бути простим і складним.
Прості речення поділяються на непоширені, які мають лише підмет і присудок, і поширені, до складу яких входять також другорядні члени речення. Трапляються речення, що складаються лише з одного слова. Порядок слів у хіналузькому реченні є вільним, але найпоширенішою схемою є підмет-додаток-присудок (англ. subject–object–verb, SOV). Хіналузьке речення може мати номінативну, ергативну, дативну, посесивну, локативну конструкцію.
Структура складного речення визначається зв'язком між простими реченнями, які входять до його складу, і типом цих простих речень. Складне речення може бути складносурядним і складнопідрядним.

## Лексика
Хіналузька мова містить численні запозичення з азербайджанської, перської, арабської, російської мов. На першому місці серед них стоїть азербайджанська мова. З азербайджанської запозичені порядкові числівники, службові слова, слова, що позначають предмети домашнього побуту, наукові, технічні, культурні терміни та безліч різних інших слів. Деякі з азербайджанських запозичень витісняють їх давні хіналузькі аналоги. Більшу частину російських запозичень становлять громадсько-політичні та науково-технічні терміни доби соціалізму. Серед арабських запозичень переважає релігійна мусульманська термінологія. Є також доволі багато запозичень з перської мови.

## Діалекти
Хіналузька мова не має поділу на діалекти або говірки. Але були відмічені деякі відмінності, переважно фонетичні, у вимові жителів верхньої, середньої та південної частин села. Ці частини відповідають трьом основним родам хіналузьців, що в минулому ворогували між собою, і тому спілкування між ними було обмеженим. Разом із тим, не виключено, що ці відмінності мають субстратне походження; за хіналузькими переказами, у верхній і південній частинах села свого часу поселилися вірменські та єврейські переселенці.

## Писемність
Починаючи з другої половини XX ст., було декілька спроб створення писемності для хіналузької мови, як на кириличній, так і на латинській основі. Рагім Алхас (1937—2003, азерб. Rəhim Alxas, хіналузькою Раьхіим Алхас), азербайджанський поет, перекладач і публіцист, хіналузець за національністю, який доклав чимало зусиль для розвитку рідної мови, адаптував для хіналузької лезгинську кириличну писемність. 1991 року вийшла друком його перша книжка хіналузькою мовою «Низами Гаьнджаьви. Хіикмаьти Чаьлаьнг». Згодом Рагім Алхас видав хіналузькою ще декілька книжок, серед яких збірки його віршів, підручники для хіналузької школи, переклади хіналузькою Нізамі, Фізулі.
Під час роботи в Хинализі 2007 року експедиції С. Кодзасова, у співпраці з місцевими вчителями мови, був створений новий проект хіналузької писемності, наближений до сучасної азербайджанської латиниці. Ця абетка складається з 50 знаків (9 голосних і 41 приголосний):
| A a   | B b   | C c | Cc cc | C' c' | Ç ç   | Çç çç | Ç' ç' |
| Ə ə   | F f   | G g | Gh gh | Ğ ğ   | H h   | Hh hh | İ i   |
| I ı   | J j   | K k | Kk kk | K' k' | Kh kh | Kx kx | L l   |
| M m   | N n   | O o | Ö ö   | P p   | Pp pp | P' p' | Q q   |
| Qq qq | Q' q' | R r | S s   | Ş ş   | T t   | Tt tt | T' t' |
| U u   | Ü ü   | V v | X x   | Y y   | Z z   | Z̧ z̧   | ʕ     |

Абетка використовувала деякі символи МФА (англ. International Phonetic Alphabet, IPA), такі як апостроф для абруптивних (еєктивних) звуків (p’, t’, k’ і т. д.), а також символ ʕ для фарингального фрикативу. Непридихові приголосні і дифтонги позначалися відповідними диграфами.
Цією абеткою видавали дитячі книжки, календарі та інші друковані матеріали. Проте вона мала й свої недоліки, які викликали нарікання з боку членів громади Хиналигу. Найголовніше, що велика кількість диграфів призвела до появи дуже довгих слів; крім того, довгі приголосні звуки орфографічно не можна відрізнити від коротких непридихових.
2012 була спроба започаткування Вікіпедії хіналузькою мовою [Архівовано 22 вересня 2015 у Wayback Machine.] з використанням старої (кириличної) абетки, але цей проект не отримав подальшого розвитку.
2013 року спеціалісти з Франкфуртського університету запропонували нову абетку, засновану на фонетичному дослідженні московських лінгвістів, пале вони замінили всі диграфи одиничними літерами з діакритичними знаками. З того часу ця абетка використовувалась для написання декількох книжок хиналузькою мовою, і цей факт можна розглядати як визнання її в суспільстві. Село було забезпечене сучасними принтерами, які можуть використовуватись для друкування літератури хіналузькою мовою.
Порівняльна таблиця старої кириличної абетки з латиницею 2013 року:
| А а   |
| Аь аь |
| Б б   |
| В в   |
| Г г   |
| Гг гг |
| Гъ гъ |
| Гь гь |
| ГӀ гӀ |
| Д д   |
| Дж дж |
| Е е   |
| Ж ж   |
| З з   |
| И и   |
| Й й   |
| К к   |

| A a |
| Ə ə |
| B b |
| V v |
| G g |
| Ĝ ĝ |
| Ğ ğ |
| H h |
| Ḣ ḣ |
| D d |
| C c |
| E e |
| J j |
| Z z |
| İ i |
| Y y |
| K k |

| Кк кк |
| Къ къ |
| Кь кь |
| КӀ кӀ |
| Л л   |
| М м   |
| Н н   |
| О о   |
| Оь оь |
| П п   |
| Пп пп |
| ПӀ пӀ |
| Р р   |
| С с   |
| Т т   |
| Тт тт |
| ТӀ тӀ |

| K̂ k̂ |
| Q q |
| Q̇ q̇ |
| K̇ k̇ |
| L l |
| M m |
| N n |
| O o |
| Ö ö |
| P p |
| P̂ p̂ |
| Ṗ ṗ |
| R r |
| S s |
| T t |
| T̂ t̂ |
| Ṫ ṫ |

| У у   |
| Уь уь |
| Ф ф   |
| Х х   |
| Хъ хъ |
| Хь хь |
| ХӀ хӀ |
| Ц ц   |
| Цц цц |
| ЦӀ цӀ |
| Ч ч   |
| Чч чч |
| ЧӀ чӀ |
| Ш ш   |
| Ъ ъ   |
| Ы ы   |
| Э э   |

| U u |
| Ü ü |
| F f |
| X x |
| Q̂ q |
| X̂ x̂ |
| Ĥ ĥ |
| Ŝ ŝ |
| Ẑ ẑ |
| Ż ż |
| Ç ç |
| Ĉ ĉ |
| Ċ ċ |
| Ş ş |
| Ḣ ḣ |
| I ı |
| E e |

## Стан хіналузької мови
Хіналузька мова, які і всі мови, що не мають писемності, має обмежену сферу використання, нею говорять переважно у побуті. Мовою діловодства, навчання, засобів масової інформації для хіналузьців є азербайджанська.
У серпні 2000 року спеціалістами Північно-Євразійської групи Літнього інституту лінгвістики (англ. North Eurasia Group of the Summer Institute of Linguistics) на чолі з Джоном Кліфтоном (англ. John Clifton) під егідою Інституту міжнародних відносин Академії наук Азербайджану в селищі Хиналиг проводились соціологічні дослідження. Всупереч попереднім прогнозам, виявилось, що хіналузька мова продовжує займати міцні позиції, рівень її використання не зменшився під впливом азербайджанської мови. Досягнута стабільна ситуація з двомовністю в хіналузькому суспільстві. Обидві мови нормально співіснують, і кожна з них має свою сферу використання. Хіналузька лишається основною мовою спілкування місцевих жителів, азербайджанська ж вживається у навчанні й для спілкування із зовнішнім світом. Жителі села позитивно ставляться до рідної мови, вона є першою мовою у хіналузьких сім'ях.
З 1993 по 1999 рр. у середній школі села Хиналиг з 1-го по 4-й клас проводились уроки хіналузької мови. Тоді директором школи був Рагім Алхас, а навчання проводились за складеними ним підручниками. На жаль, ця ініціатива невдовзі припинилося. Спочатку діти навчались по 2 години на тиждень, згодом навчання скоротили до 1 години на тиждень, а далі й зовсім припинили. Причиною, як вважають, була відсутність зацікавленості батьків учнів, для яких важливішим є добре вивчити дітей читати й писати азербайджанською. Певні труднощі з навчанням рідною мовою зробив перехід азербайджанської 1991 року на латиницю. Після цього засвоювати кириличні знаки дітям стало складніше.